# Tony Glover
Tony "Little Sun" Glover (nascido Dave Glover; Minneapolis, 7 de outubro de 1939 – 29 de maio de 2019) foi um músico de blues e crítico musical americano. Ele é um gaitista e cantor que foi principalmente associado com "Spider" John Koerner e Dave "Snaker" Ray no Folk Revival do início dos anos sessenta. Juntos, os três lançaram álbuns sob o nome Koerner, Ray e Glover. Ele também é conhecido como o autor de diversos 'livros de canções de harpa', e foi co-autor, juntamente com Ward Gaines e Scott Dirks, da premiada biografia dos Little Walter Blues with a Feeling – The Little Walter Story.

## Biografia
Glover nasceu em Minneapolis, no Minnesota, em 1939. Quando adolescente ele se apresentou em várias bandas locais, tocando guitarra, antes de assumir a blues de harpa. Em 1963 se juntou a John Koerner e Dave Ray para formar o trio de blues Koerner, Ray & Glover. De 1963 a 1971, a solo ou em alguma combinação do trio, eles lançaram pelo menos um álbum por ano. O grupo nunca ensaiou junto ou fez muita coisa juntos. Ray referido grupo como "Koerner e/ou Ray e/ou Glover".
No final dos anos sessenta, Glover foi um disc-jockey noturno na KDWB-AM em Minneapolis antes de formar a banda Nine Below Zero. Ele também frequentemente realiza um duo com Ray e com Koerner, em concertos de reunião dos Ray & Glover. Em 2007, ele produziu um vídeo documentário sobre o trio intitulado Blues, Rags and Hollers: The Koerner, Ray & Glover Story.
Glover é o autor de vários livros de canções de harpa de blues, e foi co-autor, juntamente com Ward Gaines e Scott Dirks, da premiada biografia dos Little Walter Blues with a Feeling – The Little Walter Story, publicado pela Routledge Press em 2002.
Glover ensinou gaita a David Johansen e Mick Jagger.
Faleceu em 29 de maio de 2019 aos 79 anos de idade de causas naturais.